# Berberidopsidaceae
Berberidopsidaceae är en familj av tvåhjärtbladiga växter. Berberidopsidaceae ingår i ordningen Berberidopsidales, klassen tvåhjärtbladiga blomväxter, fylumet kärlväxter och riket växter. Enligt Catalogue of Life omfattar familjen Berberidopsidaceae 3 arter. 
Kladogram enligt Catalogue of Life:
| Berberidopsidaceae | \| \| Berberidopsis \| \| \| \| \| \| Streptothamnus \| \| \| \| |
|                    | \| \| Berberidopsis \| \| \| \| \| \| Streptothamnus \| \| \| \| |
|                    | Aextoxicaceae                                                    |
|                    |                                                                  |
|                    | Berberidopsis                                                    |
|                    |                                                                  |
|                    | Streptothamnus                                                   |
|                    |                                                                  |

|  | Berberidopsis  |
|  |                |
|  | Streptothamnus |
|  |                |

## Bildgalleri

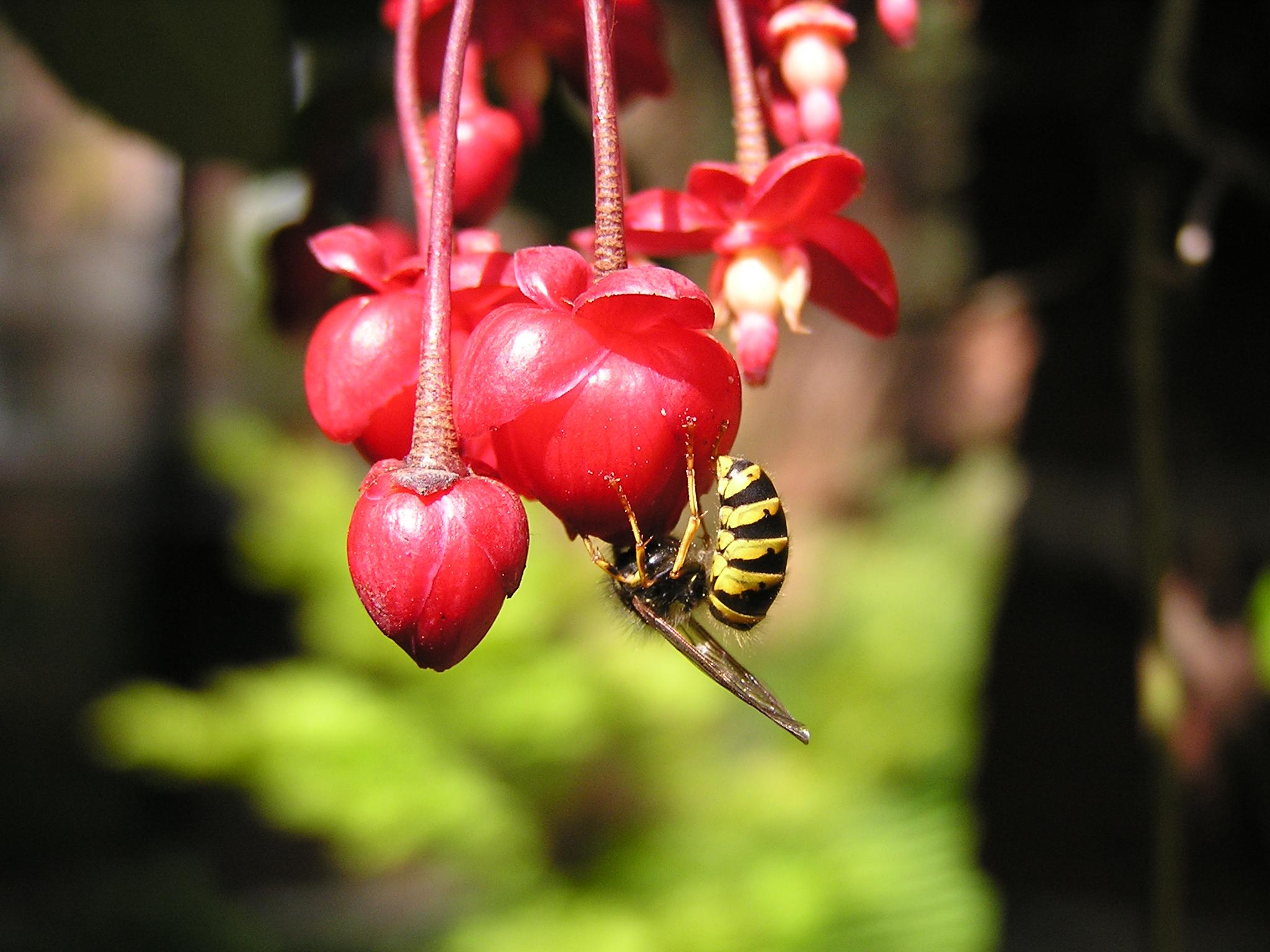
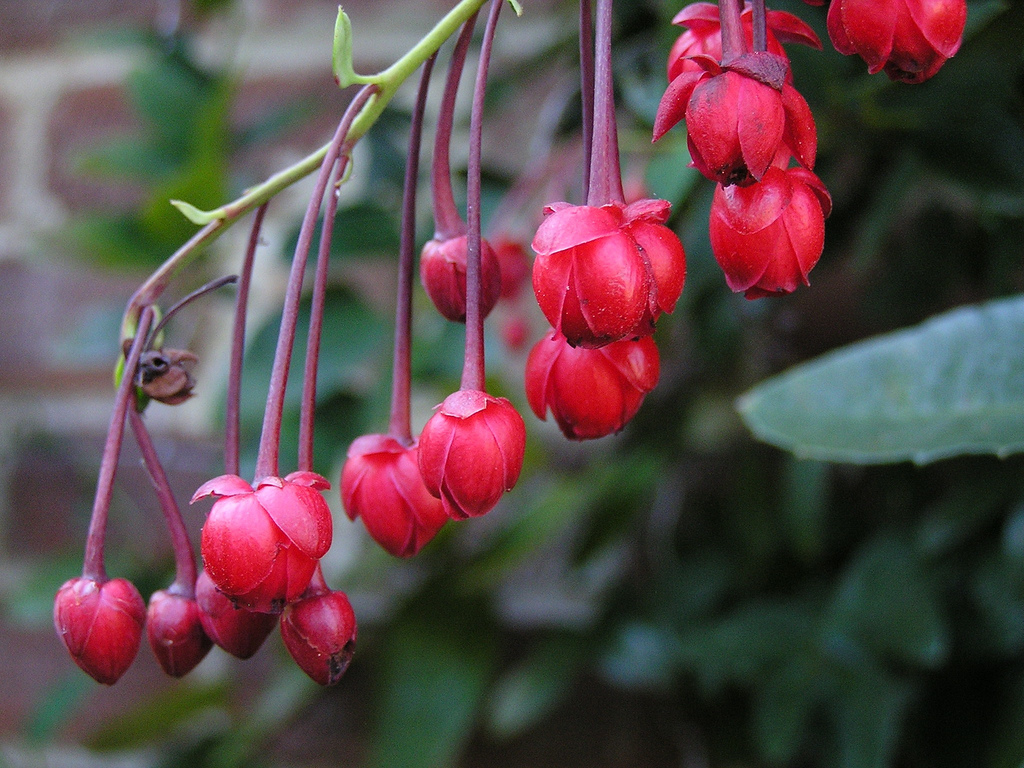